# Thuốc phóng
Thuốc phóng là chất khi chịu tác động bởi xung nhiệt hay tia lửa từ bên ngoài thì cháy tạo nên một lượng khí lớn đẩy một vật thể đi. Các vật thể đẩy đi có thể là đầu đạn, tên lửa, rốc két, pháo hoa. Thuốc phóng có thể ở dạng chất rắn, chất lỏng, hoặc chất khí. Các loại thuốc phóng được dùng trong quân sự là nhiên liệu đẩy động cơ phản lực, nhiên liệu đẩy rốc két, thuốc nổ đen, thuốc phóng không khói.

## Phân loại
1. Theo dạng
  - Thuốc phóng dạng rắn:(CL-20, nitrocellulose, apcp, htpb propellant...)
  - Thuốc phóng dạng lỏng:(oxy lỏng, hidro lỏng...)
  - Thuốc phóng dạng khí
  - Thuốc phóng dạng điện từ:(ion, plasma...)
2. Theo khí sinh ra
  - Thuốc phóng có khói (thuốc nổ đen): loại thuốc hỗn hợp dạng bột vụn màu đen hay xanh thẫm, dạng viên nhỏ đường kính 5–10 mm, khói độc (thành phần của thuốc nổ gồm 75% nitratkali, 15% than gỗ, 10% lưu huỳnh) >hoặc< (thuốc phóng apcp): là loại thuốc phóng mạnh và hiện đại bên trong tên lửa dạng rắn, thuốc apcp khác nhiều với loại thuốc nổ đen, nó có thể được đúc thành nhiều hình dạng, thay vì ép như thuốc nổ đen (thành phần của apcp gồm 31.5g (63%) Ammonium perchlorate 90 micron, 2.5g (5%) Aluminum powder, 16gr (32%) Epoxy).
  - Thuốc phóng không khói: thành phần chính là Nitrocellulose, Oxy và Hidro...
3. Theo thành phần
  - Thuốc phóng đơn
  - Thuốc phóng hỗn hợp

## Thuốc phóng dạng rắn
Trong lĩnh vực thuật phóng (nghiên cứu sự chuyển động của đường đạn) và thuật làm pháo hoa, thuốc phóng là một dạng của chất nổ (chất nổ yếu) được sử dụng để đẩy đầu đạn từ súng bộ binh hoặc từ pháo nó phân biệt với chất nổ mạnh được nhồi trong các đầu đạn, bom, mìn ở tốc độ nổ của nó nhỏ (thông thường là sự cháy) và có thể điều khiển được. Một vài chất nổ như thuốc súng có thể sử dụng cho cả mục đích thuốc phóng hay thuốc nổ]].
Chất phóng cháy rất nhanh nhưng vẫn có khả năng điều khiển được để tạo ra lực đẩy bởi khí hay áp suất do đó làm tăng tốc đầu đạn hoặc rốc két. Các loại thuốc phóng thông thường nhất có thể dùng cho súng bộ binh, pháo và rốc két là:
- Thuốc súng: thuốc đen, Nitrocellulose, thuốc phóng không khói, thuốc phóng hỗn hợp...
- Một vài loại khác được sử dụng cho rốc két là Kali Nitorat kết hợp với đường và một vài chất phụ gia khác.

## Thuốc phóng dạng lỏng
Thuốc phóng dạng lỏng là loại thuốc phóng được tạo thành bởi hỗn hợp của hai hay nhiều chất lỏng tạo nên. Loại này có khả năng sinh công rất lớn, có thể đẩy vật thể đi rất xa thông thường chúng được dùng trong tên lửa. các hỗn hợp điển hình là:
- Hỗn hợp RFNA với dầu lửa hoặc RP-1
- Hỗn hợp RFNA và UDMH
- Dinitrogen tetroxide và UDMH, MMH và Hydrazine
- oxy hóa lỏng và dầu lửa hoặc RP-1
- oxy hóa lỏng và hiđrô ở dạng lỏng